# Anvil Is Anvil
Anvil Is Anvil è il sedicesimo album del gruppo heavy metal canadese Anvil, pubblicato nel 2016.

## Tracce
1. Daggers and Rum – 5:26
2. Up, Down, Sideways – 3:19
3. Gun Control – 4:22
4. Die for a Lie – 3:17
5. Runaway Train – 3:40
6. Zombie Apocalypse – 4:22
7. It's Your Move – 3:30
8. Ambushed – 3:22
9. Fire on the Highway – 4:35
10. Run Like Hell – 3:07
11. Forgive, Don't Forget – 2:40

## Formazione
- Lips - voce, chitarra
- Robb Reiner - batteria
- Chris Robertson - basso